# Fëdor Dan
Fëdor Il'ič Dan (in russo Фёдор Ильич Дан?; San Pietroburgo, 19 ottobre 1871 – New York, 22 gennaio 1947) è stato uno scrittore, politico e medico russo.
Aderì alla corrente menscevica del Partito Operaio Socialdemocratico Russo e ne divenne uno dei dirigenti. Sostenne il Governo Provvisorio dopo la Rivoluzione di Febbraio e contrastò i Bolscevichi. Nel 1922 venne espulso dall'Unione Sovietica come controrivoluzionario.

## Biografia
Fëdor Dan nacque in una famiglia ebraica di San Pietroburgo. Il suo cognome d'origine era "Gurvitch". Studiò e si laureò in medicina.
Di idee socialiste, da ragazzo si unì all'Unione di lotta per l'emancipazione della classe operaia. Nel 1896 venne arrestato e mandato in esilio a Orël per tre anni.
Tornato in libertà, entrò a far parte del Partito Operaio Socialdemocratico Russo e nel 1903 si recò a Londra per il secondo congresso del partito. Dan si schierò con Julij Martov contro Vladimir Lenin nella diatriba circa lo statuto del partito che decretò la scissione tra menscevichi e bolscevichi. Insieme a Martov, formò la fazione Menscevica, tornando in Russia nel 1912.
Vivendo a San Pietroburgo, collaborò alle pubblicazioni mensceviche fino a quando non fu esiliato a Minusinsk allo scoppio della prima guerra mondiale. Venne rilasciato nel 1915 quando accettò di arruolarsi nell'esercito imperiale russo in qualità di ufficiale medico chirurgo. Tornò a San Pietroburgo dopo i fatti della rivoluzione di febbraio e supportò il coinvolgimento dei Menscevichi nel governo provvisorio. Inoltre, sostenne il proseguimento della guerra contro Germania e Austria.
Nel 1917, membro del Soviet di Pietrogrado, si oppose alla rivoluzione di ottobre e fece parte di un piccolo gruppo d'opposizione all'interno dell'Assemblea Costituente. Tuttavia, questa venne sciolta dai Bolscevichi nel 1918.
Dan fu arrestato nel 1921 e mandato in esilio nel 1922, espulso dal paese come "controrivoluzionario". Tuttavia, quando l'Unione Sovietica venne attaccata dai nazisti nel 1941, egli diede il proprio supporto al regime bolscevico-post/bolscevico di Stalin.